# 留数
在复分析中，留数是一个正比于一个亚纯函数某一奇点周围的路径积分的复数。（更一般地，对于任何除去离散点集{ak}之外全纯的函数{\displaystyle f:\mathbb {C} \setminus \{a_{k}\}\rightarrow \mathbb {C} }都可以计算其留数，即便是离散点集中含有本质奇点）留数可以是很容易计算的，一旦知道了留数，就可以通过留数定理来计算更复杂的路径积分。

## 定义
亚纯函数{\displaystyle f}在孤立奇点{\displaystyle a}的留数，通常记为{\displaystyle \operatorname {Res} (f,a)}或{\displaystyle \operatorname {Res} _{a}(f)}，是使{\displaystyle f(z)-R/(z-a)}在穿孔圆盘{\displaystyle 0<|z-a|<\delta }内具有解析原函数的唯一值{\displaystyle R}。
另外，留数也可以通过求出洛朗级数展开式来计算，并且可以将留数定义为洛朗级数的系数a-1。
留数的定义可以拓展到任意黎曼曲面上。

## 例子
作为例子，考虑以下的路径积分：
{\displaystyle \oint _{C}{e^{z} \over z^{5}}\,dz}
其中C是围绕原点的任意(正向)简单闭曲线。
我们来计算这个积分，不用任何标准的积分定理。现在，ez的泰勒级数是众所周知的，我们可以把这个级数代入被积表达式中。则积分变为：
{\displaystyle \oint _{C}{1 \over z^{5}}\left(1+z+{z^{2} \over 2!}+{z^{3} \over 3!}+{z^{4} \over 4!}+{z^{5} \over 5!}+{z^{6} \over 6!}+\cdots \right)\,dz.}
我们把1/z5的项乘进级数中，便得到：
{\displaystyle \oint _{C}\left({1 \over z^{5}}+{z \over z^{5}}+{z^{2} \over 2!\;z^{5}}+{z^{3} \over 3!\;z^{5}}+{z^{4} \over 4!\;z^{5}}+{z^{5} \over 5!\;z^{5}}+{z^{6} \over 6!\;z^{5}}+\cdots \right)\,dz}
{\displaystyle =\oint _{C}\left({1 \over \;z^{5}}+{1 \over \;z^{4}}+{1 \over 2!\;z^{3}}+{1 \over 3!\;z^{2}}+{1 \over 4!\;z}+{1 \over \;5!}+{z \over 6!}+\cdots \right)\,dz.}
现在，积分便化为更简单的形式。由于：
{\displaystyle \oint _{C}{1 \over z^{a}}\,dz=0,\quad a\in \mathbb {Z} ,\quad a\neq 1.}
因此任何不是{\displaystyle c \over z}形式的项都变成了零，那么积分变为：
{\displaystyle \oint _{C}{1 \over 4!\;z}\,dz={1 \over 4!}\oint _{C}{1 \over z}\,dz={1 \over 4!}(2\pi i)={\pi i \over 12}.}
{\displaystyle 1 \over 4!}就是{\displaystyle e^{z} \over z^{5}}在z = 0的留数，记为：
{\displaystyle \mathrm {Res} _{0}{e^{z} \over z^{5}},}或{\displaystyle \mathrm {Res} _{z=0}{e^{z} \over z^{5}},}或{\displaystyle \mathrm {Res} (f,0).}

## 留数的计算
设复平面内有一穿孔圆盘{\displaystyle D=\{z:0<|z-c|<R\}}，f是定义在D内的一个全纯函数。f在c的留数Res(f, c)是罗朗级数展开式的(z − c)−1项的系数a−1。计算留数的值的方法有很多，具体采用那种方法取决于题目中的函数，以及奇点的性质。
根据柯西积分公式，我们有：
{\displaystyle \operatorname {Res} (f,c)={1 \over 2\pi i}\oint _{\gamma }f(z)\,dz}
其中γ是逆时针绕着c的一条闭曲线。我们可以选择γ为绕着c的一个圆，它的半径可以任意地小。

### 可去奇点
如果函数f在整个圆盘{\displaystyle \{|z-c|<R\}}内可以延拓为全纯函数，则Res(f, c) = 0。反过来不总成立。

#### 一阶极点
在一阶极点，留数由以下公式给出：
{\displaystyle \operatorname {Res} (f,c)=\lim _{z\to c}(z-c)f(z).}
设g和h在c的一个邻域内是全纯函数，h(c) = 0而g(c) ≠ 0，那么函数f(z)=g(z)/h(z)在极点c的留数为：
{\displaystyle \operatorname {Res} (f,c)={\frac {g(c)}{h'(c)}}.}

#### 较高阶极点的极限公式
更一般地，f在z = c的留数，其中c是n阶极点，由以下公式给出：
{\displaystyle \mathrm {Res} (f,c)={\frac {1}{(n-1)!}}\lim _{z\to c}{\frac {d^{n-1}}{dz^{n-1}}}\left((z-c)^{n}f(z)\right).}
以上的公式对于计算低阶极点的留数是十分有用的。对于较高阶的极点，则级数展开式更加容易一些。

### 无穷远点的留数
一般地，无穷远点的留数是指：
{\displaystyle \mathrm {Res} (f(z),\infty )=-\mathrm {Res} \left({\frac {1}{z^{2}}}f\left({\frac {1}{z}}\right),0\right)}.
如果满足下面的条件：
{\displaystyle \lim _{|z|\to \infty }f(z)=0},
则可以用下面的公式计算无穷远点的留数：
{\displaystyle \mathrm {Res} (f,\infty )=-\lim _{|z|\to \infty }z\cdot f(z)}.
如果不满足，即
{\displaystyle \lim _{|z|\to \infty }f(z)=c\neq 0},
则无穷远点的留数为：
{\displaystyle \mathrm {Res} (f,\infty )=-\lim _{|z|\to \infty }z^{2}\cdot f'(z)}.

### 级数方法
如果函数的一部分或全部可以展开为泰勒级数或洛朗级数，则留数的计算比用其它的方法要容易得多。
1. 第一个例子，计算以下函数在奇点的留数：
{\displaystyle f(z)={\sin {z} \over z^{2}-z}}
它可以用来计算一定的路径积分。这个函数表面上在z = 0处具有奇点，但如果把分母因式分解，而把函数写成： 
{\displaystyle f(z)={\sin {z} \over z(z-1)}}
则显然z = 0是可去奇点，因此z = 0处的留数为零。
唯一一个另外的奇点是z = 1。函数g(z)在z = a的泰勒级数为：
{\displaystyle g(z)=g(a)+g'(a)(z-a)+{g''(a)(z-a)^{2} \over 2!}+{g'''(a)(z-a)^{3} \over 3!}+\cdots }
因此，对于g(z) = sin z和a = 1，我们有：
{\displaystyle \sin {z}=\sin {1}+\cos {1}(z-1)+{-\sin {1}(z-1)^{2} \over 2!}+{-\cos {1}(z-1)^{3} \over 3!}+\cdots .}
对于g(z) = 1/z和a = 1，我们有：
{\displaystyle {\frac {1}{z}}={\frac {1}{(z-1)+1}}=1-(z-1)+(z-1)^{2}-(z-1)^{3}+\cdots .}
把两个级数相乘，并除以(z − 1)，便得：
{\displaystyle {\frac {\sin {z}}{z(z-1)}}={\sin {1} \over z-1}+(\cos {1}-\sin 1)+(z-1)\left(-{\frac {\sin {1}}{2!}}-\cos 1+\sin 1\right)+\cdots .}
因此f(z)在z = 1的留数为sin 1。
2. 接下来的例子展示了运用级数展开来求留数，拉格朗日反演定理在这里发挥了重要作用。令
{\displaystyle u(z):=\sum _{k\geq 1}u_{k}z^{k}}
为一个整函数，并令 
{\displaystyle v(z):=\sum _{k\geq 1}v_{k}z^{k}}